# Casa de Peter Van Dyke
Casa de Peter Van Dyke es una casa unifamiliar, ahora convertida en apartamentos, ubicada en 1091 Pine Street en la ciudad de Lapeer, situada en el oriente del estado de Míchigan (Estados Unidos). Fue incluida en el Registro Nacional de Lugares Históricos en 1985.

## Historia
Esta casa fue construida para Peter Van Dyke en 1873. En 1880, Samuel J. Tomlinson, editor del Lapeer Clarion, se mudó de su casa anterior a esta. Más tarde, Frances y Mary Ellen Hunter compraron esta casa y en 1924 la abrieron como hospital privado. Funcionó como hospital hasta 1953. Posteriormente fue reformado para convertirlo en apartamentos.

## Descripción
La Casa de Peter Van Dyke es una imponente estructura estilo Segundo Imperio revestida de tablillas, con una torre de cuatro pisos. Está profusamente decorado con un porche, pequeños balcones y soportes de diseño diferente a lo largo del alero. El techo abuhardillado tiene buhardillas salientes arqueadas o empinadas a dos aguas. La entrada principal se ubica en la base de la torre, y se cubre con un pequeño pórtico con columnas biseladas y cornisa decorativa. La entrada es a través de puertas emparejadas debajo de un 
curvo que contiene vidrio rubí grabado. Las ventanas emparejadas en un marco arqueado se encuentran en el segundo piso de arriba, mientras que el tercer piso tiene ventanas arqueadas y las cuartas ventanas oculares.